# Cicurina tianmuensis
Cicurina tianmuensis là một loài nhện trong họ Dictynidae.
Loài này thuộc chi Cicurina. Cicurina tianmuensis được Da-xiang Song & Joo-Pil Kim miêu tả năm 1991.